# DignityUSA
DignityUSA ist eine US-amerikanische Organisation mit Sitz in Boston, die sich für die Akzeptanz und Gerechtigkeit gegenüber bi-/homosexuellen Menschen in der Gesellschaft und insbesondere innerhalb der Römisch-Katholischen Kirche einsetzt. Gegenwärtige Präsidentin (“executive director”) von DignityUSA ist Debbie Weill. Dignity Canada Dignité existiert als Schwesterorganisation in Kanada.

## Geschichte
Dignity wurde 1970 von Patrick Nidorf, einem römisch-katholischen Priester, gegründet. Die Organisation begann als Unterstützungsgruppe für homosexuelle Katholiken und gründete ihr erstes Zentrum in Los Angeles. Dignity entwickelte sich bis 1973 auf nationaler Ebene und errichtete Zentren in den Vereinigten Staaten und in Landesteilen von Kanada.
Der Leitspruch ist seit der Gründung: „a time when Gay, Lesbian, Bisexual and Transgender Catholics are affirmed and experience dignity through the integration of their spirituality with their sexuality, and as beloved persons of God participate fully in all aspects of life within the Church and Society.“

## Gegenpositionen
Die Vereinigung steht aufgrund ihrer ethischen und theologischen Befürwortung von Homosexualität und homosexuellen Handlungen im Gegensatz zur offiziellen Lehrhaltung der römisch-katholischen Kirche, siehe Homosexualität und römisch-katholische Kirche. Weder DignityUSA noch DignityCanada ist es erlaubt, Kirchengebäude der katholischen Kirche zu nutzen oder Werbung in katholischen Publikationen zu betreiben.
Dignity steht im Dialog mit manchen Bischöfen innerhalb der Kirche und wird als Organisation von vielen katholischen Geistlichen akzeptiert und unterstützt. Gleichzeitig jedoch wird die Organisation von einigen katholischen Bischöfen verurteilt.
Insbesondere der katholische Bischof Fabian Bruskewitz von der Diözese von Lincoln äußerte öffentlich gegenüber den Mitgliedern seiner Diözese, er werde jeden Katholiken exkommunizieren, der an DignityUSA teilnimmt.